# Liisanhieta
Liisanhieta är en ö i Finland. Den ligger i vattendraget Olhavanjoki och i kommunen Ijo i den ekonomiska regionen  Oulunkaari  och landskapet Norra Österbotten, i den centrala delen av landet, 600 km norr om huvudstaden Helsingfors. Öns area är 0,6 hektar och dess största längd är 170 meter i sydväst-nordöstlig riktning. I omgivningarna runt Liisanhieta växer i huvudsak blandskog.